# Alexandria (New Hampshire)
Alexandria – miasto w Stanach Zjednoczonych, w stanie New Hampshire, w hrabstwie Grafton.